# 北条時実
北条 時実（ほうじょう ときざね）は、鎌倉時代前期の北条氏の一族。鎌倉幕府第3代執権・北条泰時の次男。母は継室の安保実員の娘。妻は、後に謀反を企てたとして流罪に処された北条光時の妹。

## 生涯
第4代将軍・九条頼経の側近として仕えるが、嘉禄3年（1227年）6月18日、六堂供養を翌日に控えて御家人達が大勢鎌倉へ集う喧噪の中、家人である高橋二郎によって殺害された。享年16。原因は不明だが、他にも仲間の御家人3人も殺害されている。高橋は直ちに捕らえられ、即日腰越で斬刑に処せられた。当日夜には時実の乳母父である尾藤景綱が出家している。
原因としては仕事上のトラブルなどが考えられている。ただ、高橋家はこれで断絶したわけではなく、その系統は北条重時の家臣となって存続しているため、時実殺害には情状酌量すべき事情があったとも推測されている。
翌日の六堂供養はこの事件によって延期された。
この3年後の同日に異母兄の時氏も死去し、後継の男子を失った泰時は、孫（兄・時氏の長男）の経時を次期執権として養育することになる。